# Мак-Кінні
Мак-Кінні (англ. McKinney) — місто (англ. city) в США, в окрузі Коллін на півночі штату Техас, північне передмістя Далласу. Населення — 195 308 осіб (2020).
Місто засноване 1913 року. Місто вважається одним з найкращих міст для життя у США. У місті знаходиться оборонне підприємство Рейтіон.

## Географія
Мак-Кінні розташований за координатами 33°12′4″ пн. ш. 96°40′5″ зх. д. / 33.20111° пн. ш. 96.66806° зх. д. (33.201241, -96.667979).  За даними Бюро перепису населення США в 2010 році місто мало площу 162,86 км², з яких 161,12 км² — суходіл та 1,74 км² — водойми. В 2017 році площа становила 175,28 км², з яких 173,35 км² — суходіл та 1,93 км² — водойми.

### Клімат
| Клімат : Мак-Кінні      | Клімат : Мак-Кінні | Клімат : Мак-Кінні | Клімат : Мак-Кінні | Клімат : Мак-Кінні | Клімат : Мак-Кінні | Клімат : Мак-Кінні | Клімат : Мак-Кінні | Клімат : Мак-Кінні | Клімат : Мак-Кінні | Клімат : Мак-Кінні | Клімат : Мак-Кінні | Клімат : Мак-Кінні | Клімат : Мак-Кінні |
| Показник                | Січ.               | Лют.               | Бер.               | Квіт.              | Трав.              | Черв.              | Лип.               | Серп.              | Вер.               | Жовт.              | Лист.              | Груд.              | Рік                |
| Абсолютний максимум, °C | 30,6               | 35,0               | 36,1               | 37,8               | 40,6               | 42,2               | 44,4               | 47,8               | 43,3               | 37,2               | 33,9               | 31,7               | 47,8               |
| Середній максимум, °C   | 11,4               | 14,5               | 18,7               | 22,9               | 26,8               | 30,9               | 33,7               | 33,7               | 29,7               | 24,3               | 17,3               | 12,7               | 23,1               |
| Середній мінімум, °C    | −0,5               | 1,6                | 5,7                | 10,7               | 16,0               | 20,3               | 22,2               | 21,4               | 17,9               | 11,7               | 5,8                | 1,2                | 11,2               |
| Абсолютний мінімум, °C  | −21,7              | −20,6              | −13,9              | −3,9               | −2,8               | 6,7                | 10,0               | 11,7               | 3,9                | −9,4               | −11,7              | −20                | −21,7              |
| Норма опадів, мм        | 62                 | 74                 | 86                 | 93                 | 144                | 104                | 60                 | 55                 | 80                 | 108                | 94                 | 82                 | 1042               |
| Днів з опадами          | 7,3                | 6,3                | 7,6                | 7,1                | 8,9                | 7,0                | 4,5                | 4,1                | 5,9                | 6,3                | 6,6                | 6,6                | 78,2               |
| Днів зі снігом          | ,8                 | 1,0                | ,1                 | 0                  | 0                  | 0                  | 0                  | 0                  | 0                  | 0                  | ,1                 | ,2                 | 2,2                |
| ----------------------- | ------------------ | ------------------ | ------------------ | ------------------ | ------------------ | ------------------ | ------------------ | ------------------ | ------------------ | ------------------ | ------------------ | ------------------ | ------------------ |
| Джерело: NOAA           |                    |                    |                    |                    |                    |                    |                    |                    |                    |                    |                    |                    |                    |

## Демографія

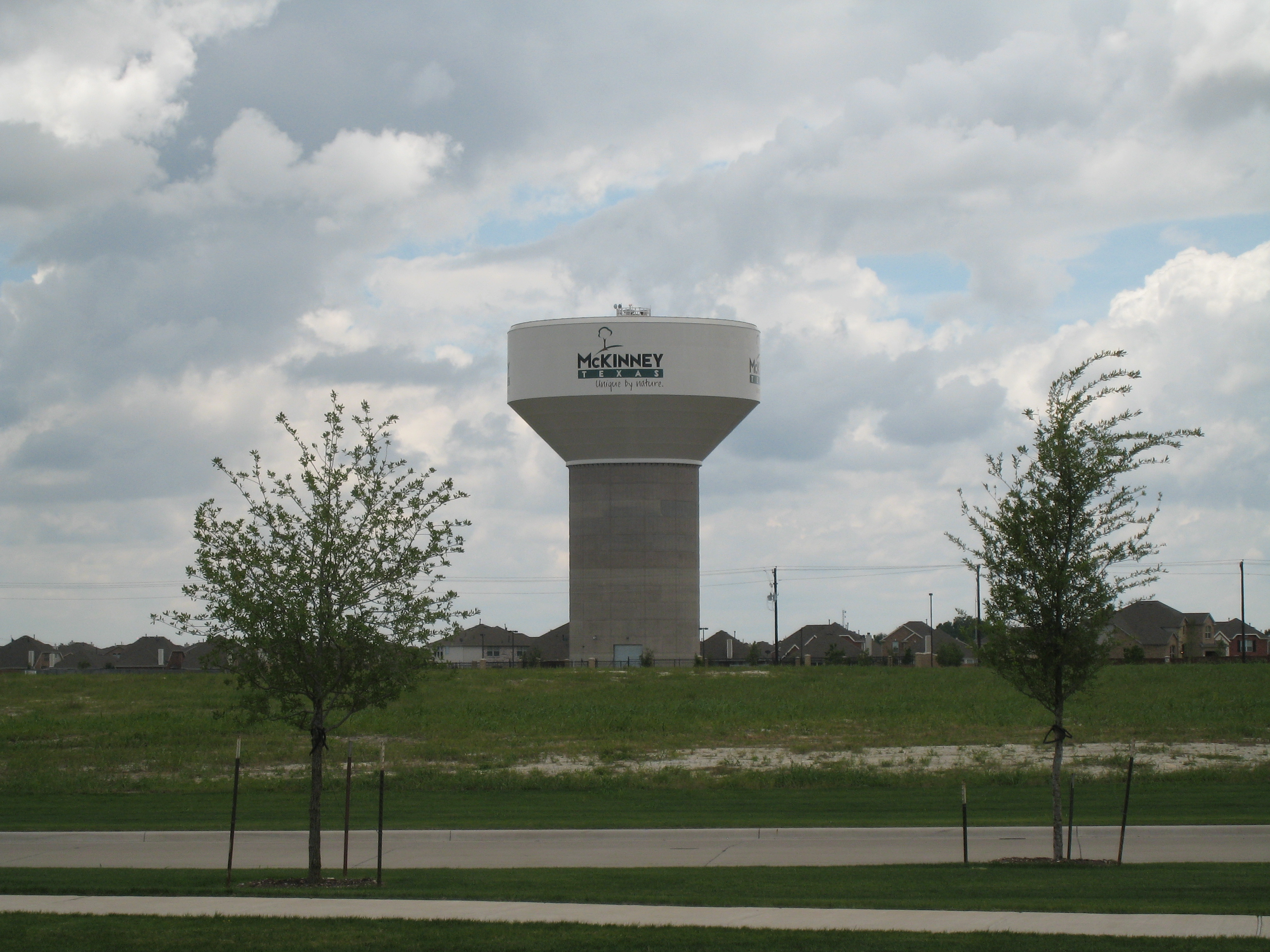
Водонапорна башта

Згідно з переписом 2010 року, у місті мешкало 131 117 осіб у 44 353 домогосподарствах у складі 33 983 родин. Густота населення становила 805 осіб/км².  Було 47915 помешкань (294/км²).
Расовий склад населення:
| - 74,8 % — білих - 10,5 % — чорних або афроамериканців - 4,1 % — азіатів - 0,7 % — корінних американців - 0,1 % — вихідців з тихоокеанських островів - 6,8 % — осіб інших рас |

До двох чи більше рас належало 3,1 %. Частка іспаномовних становила 18,6 % від усіх жителів.
За віковим діапазоном населення розподілялося таким чином: 32,0 % — особи молодші 18 років, 61,0 % — особи у віці 18—64 років, 7,0 % — особи у віці 65 років та старші. Медіана віку мешканця становила 32,7 року. На 100 осіб жіночої статі у місті припадало 96,6 чоловіків;  на 100 жінок у віці від 18 років та старших — 92,6 чоловіків також старших 18 років.
Середній дохід на одне домашнє господарство  становив 99 614 долари США (медіана — 81 459), а середній дохід на одну сім'ю — 110 947 доларів (медіана — 95 139). Медіана доходів становила 65 695 доларів для чоловіків та 49 012 долари для жінок. За межею бідності перебувало 7,4 % осіб, у тому числі 8,6 % дітей у віці до 18 років та 6,9 % осіб у віці 65 років та старших.
Цивільне працевлаштоване населення становило 73 628 осіб. Основні галузі зайнятості: освіта, охорона здоров'я та соціальна допомога — 22,2 %, науковці, спеціалісти, менеджери — 14,2 %, роздрібна торгівля — 13,3 %.